# Cosmos juxtlahuacensis
Cosmos juxtlahuacensis là một loài thực vật có hoa trong họ Cúc. Loài này được Panero & Villaseñor mô tả khoa học đầu tiên năm 1996.